# 1782 en musique classique
| \| • Retour à la chronologie générale de la musique classique • \| |
| Grèce • Rome • Haut Moyen Âge • VIIIe siècle • IXe siècle • Xe siècle • XIe siècle XIIe siècle • XIIIe siècle • XIVe siècle • XVe siècle • XVIe siècle • XVIIe siècle XVIIIe siècle • XIXe siècle • XXe siècle • XXIe siècle |
| • Retour à la chronologie générale de la musique classique • |

| Années en musique classique : 1779 - 1780 - 1781 - 1782 - 1783 - 1784 - 1785    |
| Décennies en musique classique : 1750 - 1760 - 1770 - 1780 - 1790 - 1800 - 1810 |

## Événements
- 25 février : La Fedeltà premiata, singspiel de Joseph Haydn, créé à Eszterháza.
- 3 mars : Le Rondo pour piano et orchestre K. 382 de Mozart, créé à Vienne.
- 16 juillet : L'Enlèvement au sérail, singspiel de Mozart, créé au Burgtheater de Vienne. C'est son premier opéra en allemand.
- août : Symphonie no 35 « Haffner » KV 385 de Mozart.
- 14 septembre : Quand deux personnes se disputent, c'est la troisième qui en profite, opéra de Giuseppe Sarti créé à la Scala de Milan.
- 26 septembre : Le Barbier de Seville, opéra-bouffe de Giovanni Paisiello, créé à Saint-Pétersbourg.
- 6 décembre : Orlando paladino de Joseph Haydn, créé à Eisenstadt.
- Johann Gottlieb Naumann : Cara och Alonzo créé à Stockholm.
- Wolfgang Amadeus Mozart : 1er quatuor dédié à Haydn.
- Joseph Haydn : 76e, 77e, 78e symphonies.

vers 1782
- Johann Christian Bach : 6 symphonies op.18.

## Naissances

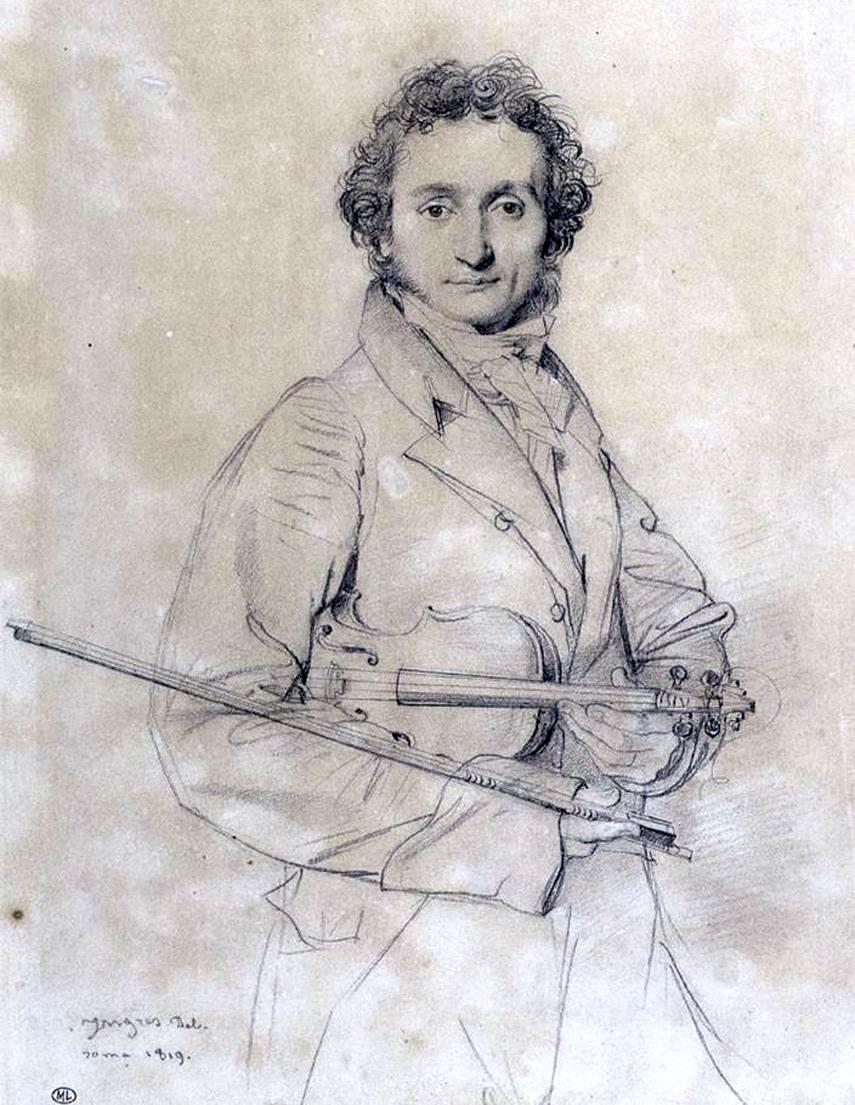
Niccolò Paganini

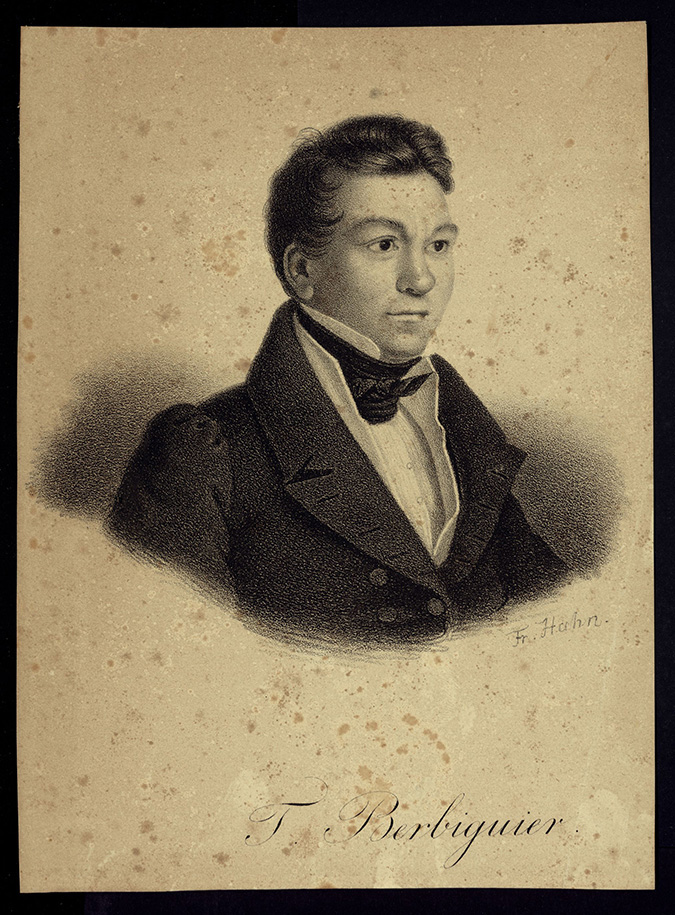
Benoit Tranquille Berbiguier

- 10 janvier : Tadeáš Amadé, compositeur et pianiste slovaque († 17 mai 1845).
- 29 janvier : Daniel François Esprit Auber, compositeur français († 12 mai 1871).
- 8 mars : Michael Pamer, compositeur autrichien († 4 septembre 1827).
- 26 juillet : John Field, compositeur irlandais († 23 janvier 1837).
- 23 septembre : Jacques Féréol Mazas, violoniste et pédagogue de violon français († 26 août 1849).
- 27 octobre : Niccolò Paganini, compositeur et violoniste italien († 27 mai 1840).
- 17 novembre : Conrad Graf, facteur de pianos autrichien-allemand († 18 mars 1851).
- 16 décembre : Louis-Barthélémy Pradher, compositeur français († 19 octobre 1843).
- 21 décembre : Benoit Tranquille Berbiguier, flûtiste, pédagogue et compositeur français († 20 janvier 1835).

Date indéterminée
- Frans Carl Preumayr, musicien, bassoniste et chef d'orchestre de musique militaire allemand, principalement actif en Suède († 1853).

## Décès
- 1er janvier : Johann Christian Bach, compositeur et organiste allemand (° 5 septembre 1735).
- 12 avril : Pietro Metastasio, librettiste d'opéras italien (° 13 janvier 1698).
- 22 avril : Josef Seger, compositeur tchèque (° 21 mars 1716).
- 6 août : Nicolas Chédeville, compositeur français (° 20 février 1705).
- 10 août : Anna Maria della Pietà, violoniste, compositrice et enseignante italienne (° vers 1696)
- 15 août : Jean-Baptiste-Antoine Forqueray, compositeur et gambiste français (° 3 avril 1699).
- 16 septembre : Farinelli, castrat italien (° 12 janvier 1705).

Date indéterminée
- Joseph Kelway, claveciniste, organiste et compositeur anglais.
- Valentin Roeser, compositeur et clarinettiste allemand ayant fait carrière en France (° vers 1735).